# Базуки, Дэвид
Дэвид Базуки (англ. David Baszucki; 20 января 1963, Виннипег, Манитоба, Канада), также известный в Roblox под ником «Builderman» (builderman с англ. — «строитель»), а также «david.baszucki» — американский предприниматель, инженер и программист, наиболее известный как генеральный директор Roblox Corporation и создатель одноимённой платформы; ранее был соучредителем и генеральным директором Knowledge Revolution.

## Биография
Дэвид родился 20 января 1963 года в Канаде, а вырос в Иден-Прери. В детстве он интересовался бездорожными мотоциклами, картами и научной фантастикой. Дэвид учился в старшей школе, где был капитаном своей школьной команды по телевизионным викторинам; потом в Стэнфордском университете он изучал инженерное дело и информатику. Находясь там, он прошёл летнюю стажировку в General Motors, где после работал в лаборатории, специализирующейся на управлении автомобильными двигателями с помощью программного обеспечения; в 1985 году он получил диплом General Motors Scholar в области электротехники.
Дэвид живёт в районе залива Сан-Франциско со своей женой Джен и их четырьмя детьми.

## Карьера

### Knowledge Revolution
В 1989 году Дэвид основал компанию Knowledge Revolution, а после от её имени разработал и распространил программу «Interactive Physics», созданную в целях образования. В декабре 1998 года эта компания была приобретена MSC Software за 20 млн долларов; Дэвид получил руководящую должность и проработал там с 2000 по 2002 год, а после ушёл, чтобы основать частную инвестиционную компанию «Baszucki & Associates», которой руководил с 2003 по 2004 год. Будучи инвестором, он предоставил начальное финансирование социальной сети Friendster.

### Roblox
В 2004 году Дэвид и его друг Эрик начали работу над ранним прототипом Roblox под рабочим названием «DynaBlocks», в 2005 году переименованным в «Roblox». В интервью Forbes в июне 2016 года Дэвид заявил, что создать Roblox он вдохновился успехом его программ «Interactive Physics» и «Working Model», особенно среди студентов, а также тем, что дети делают в них.
По состоянию на 2020 год Дэвид владеет 13 % акций Roblox Corporation и эта доля оценивается в 470 млн долларов; по данным Business Insider, в 2021 году Дэвид был седьмым генеральным директором с самым высоким доходом, заработав 232,8 млн долларов. Также он сказал, что пожертвует любую будущую компенсацию, которую заработает от листинга Roblox на Нью-Йоркской фондовой бирже, на благотворительные цели. В декабре 2021 года расследование The New York Times утверждало, что Дэвид и его родственники использовали налоговые льготы, предназначенные для инвесторов малого бизнеса, чтобы на законных основаниях избежать уплаты налогов на прирост капитала в размере десятков миллионов долларов.

### Прочие проекты
В июле 2003 года Дэвид стал вести собственное ток-шоу на радио KSCO и прекратил в феврале следующего года.
В марте 2021 года, после листинга Roblox на Нью-Йоркской фондовой бирже, Дэвид и его жена основали благотворительную организацию «Baszucki Group», а также фонд Дэвида по исследованию мозга для предоставления грантов исследовательским программам биполярного расстройства. В декабре 2021 года Калифорнийский университет в Сан-Франциско запустил инициативу Дэвида по терапии лимфомы с пожертвованиями Дэвида в размере 6 млн долларов в течение пяти лет, чтобы повысить эффективность и доступность Т-клеточной терапии с химерными антигенными рецепторами для пациентов с лимфомой. В сентябре 2022 года Дэвид, Сергей Брин и Кент Даутен пожертвовали в общей сложности 150 млн долларов на исследования и лечение биполярного расстройства.